# کرین کون
کرین کون (به انگلیسی: Carin Cone) (زادهٔ ۱۸ آوریل ۱۹۴۰) شناگر اهل ایالات متحده آمریکا است.
او در بازی‌های المپیک تابستانی ۱۹۵۶ در ملبورن استرالیا شرکت کرد، جایی که در ۱۰۰ متر کرال پشت مدال نقره کسب کرد که زمان (۱:۱۲٫۹ – رکورد جهانی جدید) را با جودی گرینهام داشت، اما او به عنوان برنده ارزیابی شد.